# Heinrich Hlasiwetz
Heinrich Hlasiwetz, född 7 april 1825 i Reichenberg, Böhmen, död 7 oktober 1875 i Wien, var en österrikisk kemist.
Hlasiwetz var professor i allmän kemi vid tekniska högskolan i Wien. Hans många arbeten ligger främst inom den organiska kemins område och behandlar bland annat boktjärkreosot, hartser, garvsyror, floroglucinol och alkaloider.